# Coenotephria rupestrata
Coenotephria rupestrata là một loài bướm đêm trong họ Geometridae.